# Omanosaura
Omanosaura är ett släkte av ödlor. Omanosaura ingår i familjen lacertider.
Kladogram enligt Catalogue of Life:
| Omanosaura | \| \| Omanosaura cyanura \| \| \| \| \| \| Omanosaura jayakari \| \| \| \| |
|            | \| \| Omanosaura cyanura \| \| \| \| \| \| Omanosaura jayakari \| \| \| \| |
|            | Omanosaura cyanura                                                         |
|            |                                                                            |
|            | Omanosaura jayakari                                                        |
|            |                                                                            |